# Joël Mergui
Joël Mergui, né le 25 février 1958 à Meknès (Maroc),,, est un médecin spécialisé en dermatologie,, président du Consistoire central israélite de France de 2008 à 2021.

## Biographie
Il naît à Meknes dans une famille religieuse. Ses parents sont enseignants à l'Alliance israélite universelle. Il fait ses études jusqu'à la classe de seconde à Meknès puis Casablanca. Puis il intègre l'École normale israélite orientale (ENIO) à Paris. Il obtient son doctorat en médecine en 1982 à Paris et devient spécialiste en dermatologie-vénéréologie en 1985.
En 1990, il fonde avec son père le rabbin Jacob Mergui l'école primaire juive Yaguel Yaacov dans la banlieue parisienne de Montrouge, rue Gabriel-Péri.
Président du consistoire de Paris (ACIP) depuis 2006 (avec une interruption de janvier à juin 2010), il est élu en 2008 président du Consistoire central israélite de France. Réélu en 2012, il est nommé la même année personnalité associée au Conseil économique, social et environnemental. Il est réélu à la tête du Consistoire central le 19 juin 2016 et son mandat est prolongé jusqu'au 24 octobre 2021 quand lui succède Élie Korchia. Il reste toutefois président de l'Association consistoriale israélite de Paris (ACIP).
Il est promu officier de la Légion d'honneur le 14 avril 2017 (chevalier du 14 novembre 2007).